# 高知短期大学
高知短期大学（こうちたんきだいがく、英語: Kochi Junior College）は、高知県高知市永国寺町にあった日本の公立短期大学である。1953年に設置され、2020年に廃止された。略称は短大（たんだい）、高知短大（こうちたんだい）、県立短大（けんりつたんだい）。

## 概観

### 大学全体
- 高知県高知市に所在した日本の公立短期大学で、設置主体は高知県公立大学法人[注 1]。
- 1953年に開学。学科数1は変わりなし。
- 2014年度の入学生を最後に[注釈 2]、短期大学としての使命を終える[注釈 3]。

### 学風および特色
- 高知女子大学（2011年以降は高知県立大学）主催の「勤労青年のための夜間公開講座」を契機として1953年に設置されたという経緯から[注釈 4]、高知女子大学との関係が深く、高知女子大学永国寺キャンパスを共用し、教室や事務室等も共通であった。また、設立の経緯から社会人学生が多く、地域に開かれた短大と謳われていた。修業年限は2年制となっているが、「長期履修制度」（2003年新設[注釈 4]）を利用すれば、2年分の授業料で最大4年かけて卒業することができた。「長期履修制度」は、仕事の都合などで学業へ費やす時間の限られる勤労者にとって、利便性の高い制度であった。夜間短大では珍しく、国際交流も盛んであった[6]。

### 教育および研究
- 高知短期大学は1953年の開学当初からの社会科学系単科短大であるが、「憲法」・「民法」・「商法」・「刑法」・「労働法」・「国際法」・「行政法」・「税法」などの法学系科目、「経済原論」・「マクロ経済学」・「ミクロ経済学」・「経済学史」・「金融論」・「財政学」・「経営学」・「会計学」・「地域経済論」などの経済・経営系科目、「政治学」・「地方自治論」・「社会学」・「地域史」・「国際関係論」・「ジェンダー論」・「マスコミ論」などの総合社会系科目の3つの体系からなるカリキュラムが組まれており、社会科学全般に関する専門科目をまんべんなく学ぶことができる。なお、社会科学という名称を用いた学科をもつ短期大学はここだけである。一般教育科目では、「英語」・「フランス語」・「ドイツ語」・「中国語」・「韓国語」といった外国語科目のほか、「哲学」・「心理学」・「文学」などの教養科目があった[6]。
- 3つの体系に共通する専門科目として「高知学」や「消費生活論」といった地域生活に密着したユニークな科目があった。
- 2年制の社会科学科の上に、1年制の専攻科応用社会科学専攻が設置されている。専攻科では、地域政策モデル、生活法政モデル、経営会計モデルの3つの体系によるカリキュラムが組まれており、「地域政策」や「地方政治論」・「地域財政論」、「不動産法」・「税務会計論」などの、より高度な社会科学系の専門科目や応用科目を少人数ゼミ形式で学ぶことができた[6]。

## 沿革
- 1951年　
  - 9月 高知女子大学主催の「勤労青年のための夜間公開講座」が開催される[7]。
- 1952年
  - 6月24日 - 高知県議会で、設置に関する請願を採択[注釈 4]。
  - 12月17日 - 高知県議会で、高知短期大学設置議案可決[注釈 4]。
- 1953年
  - 1月31日 左記を以て文部省[注 2]より短期大学の設置が認可される[8]。
  - 4月1日 高知短期大学が以下の学科体制にて開学[注 3]。
    - 社会科学科第二部 入学定員60名
- 1954年
  - 5月1日 学生数[10]/定員
    - 社会科学科第二部 149[注 4]/120
- 1956年
  - 教職課程を設置[11]。
- 1959年
  - 学長代理職を設置（初代：高橋信司）[注釈 4]。
- 1965年
  - 4月1日 社会科学科第二部の入学定員を60→120に増員[12]。
  - 5月1日 学生数[13]/定員
    - 社会科学科第二部 314[注 5]/180
- 1966年
  - 5月1日 学生数[14]/定員
    - 社会科学科第二部 299[注 6]/240
- 1972年
  - 7月1日 住居表示実施により所在地が高知市北与力町1番地から高知市永国寺町5番15号に変更となる。
- 1974年
  - 女子大・短大学長選考規程により、初代学長（安中正哉）就任[注釈 4]。
- 1985年
  - 5月1日 学生数[15]/定員
    - 社会科学科第二部 344[注 7]/240
- 1986年
  - 5月1日 学生数[16]/定員
    - 社会科学科第二部 343[注 8]/240
- 1987年
  - 5月1日 学生数[17]/定員
    - 社会科学科第二部 360[注 9]/240
- 1992年
  - 5月1日 学生数[注 10]/定員
    - 社会科学科第二部 367[注 11]/240
- 1998年
  - 教職課程を廃止。
  - 4月1日 専攻科に以下の専攻課程を置く[20]。
- 1999年
  - 5月1日 学生数[21]/定員
    - 社会科学科第二部 319[注 12]/240
- 2001年
  - 高知女子大学との単位互換を開始[注釈 4]。
- 2002年
  - 高知女子大学・高知短期大学総合情報センターを開設[注釈 4]。
- 2003年
  - 長期履修学生制度を新設[注釈 4]。
- 2011年
  - 4月1日 設置者を高知県から高知県公立大学法人へ移行[注 13]。
- 2014年
  - 4月1日 この年度で短期大学としての学生募集を最終とする[注釈 2]。
- 2019年
  - 9月 高知短期大学の在学生全員が卒業し、在学生数が0人となる。
- 2020年
  - 2月3日 左記をもって正式に廃止となる[注釈 3]。
  - 2月9日 閉学式が卒業生、OBなどの出席のもとに行われた[24]。

## 基礎データ

### 所在地
- 高知県高知市永国寺町5番15号[注釈 1]

### 当時の交通アクセス
- JR土讃線高知駅より徒歩15分
- とさでん交通伊野線大橋通停留場より徒歩10分

## 大学周辺
- 高知城
- 高知城ホール
- 高知県立文学館
- 高知県立図書館
- 高知こどもの図書館
- ひろめ市場
- 土佐女子中学校・高等学校
- 高知追手前高等学校
- 高知丸の内高等学校
- 高知県警察本部
- 高知県庁
- 高知放送
- 高知新聞社

## 教育および研究

### 組織
- 総合情報センター
- 地域連携センター
- 教育研究審議会

#### 学科
- 社会科学科第2部 入学定員120名[注 14]

#### 専攻科
- 社会科学専攻 入学定員15名[注 15]

#### 別科
- なし

##### 取得資格について
教職課程
- 中学校教諭二種免許状（社会）が取得できる課程があった[注 16]。社会科学科卒業後、教職課程を履修する専攻科（修業年限1年制）に進学する必要があった。つまり、本科2年と専攻科1年と合計3年在籍する必要があった[注 17]

### 研究
- 『高知短期大学研究叢書』[29]
- 『文芸研究』[30]
- 『社会科学論集 : 高知短期大学研究報告』[31]
- 『高知短期大学学生論集』[32]

## 学生生活

### 部活動・クラブ活動・サークル活動
- 高知短期大学のクラブ活動一覧（一部）
- 体育系：フットサル・バドミントン・卓球・テニス・バスケットボール・ソフトボールほか
- 文化系：法律・経済学・軽音楽・地域経済・園芸・地域協働・茶道・障がい支援・書道・ダンス・簿記・写真・映画・銭湯・ほか

### 学園祭
- 高知短期大学の学園祭としては、毎年5月に行われる春の広場と、11月に行われる短大祭とがあった。

### スポーツ
- 四国大学体育大会に参加している。

### 学生歌
- 「高知短期大学学生歌」（1958年）　作詞：武藤徐枝　作曲：住友弘一

### 同窓会組織
- 同窓組織として高知短期大学学友会がある。

## 大学関係者

### 学長
- 高橋信司 - 初代学長代理（1959年就任）[注釈 4]、名誉教授
- 木原正雄 - 第3代学長（1984年就任）[注釈 4]。高知女子大学学長（第9代）との兼任
- 成田十次郎 - 第5代学長（1996年就任）[注釈 4]。高知女子大学学長（第11代）との兼任
- 南裕子 - 第9代学長（2011年就任）[注釈 4]。高知県立大学学長（初代）との兼任

### 学長以外の大学教職員
- 外崎光広 - 名誉教授（土佐自由民権運動研究）

### OB・OG
- 仙頭義寛 - 元香南市長

## 施設

### キャンパス
- 本館
- 講義棟
- 短大棟
- 図書館（高知県立大学・高知短期大学総合情報センター）
- 体育館
- テニスコート
- 学生会館
- 生協食堂および生協ショップ（高知県立大学生活協同組合による運営）
- 駐車場（自動車通学が可能となっている）
- 運動場

## 対外関係

### 他大学との協定
- 慶南科学技術大学校（韓国）

### 併設校
- 高知県立大学（旧高知女子大学）永国寺キャンパスを共有

## 社会との関わり
- ほとんど全ての開講科目が開放されており、科目等履修生制度や聴講学生制度などによって受講することができる。また、主に官公署などの社会人学生を対象として職場からの派遣学生を受け入れる委託生制度や、特定の専門事項の研究に従事することを希望する者を受け入れる研究生制度があった。
- 高知短期大学は、先述したように高知女子大学で開催された公開講座を契機に設置されたことから、地域社会との交流を目指すために公開講座が随時実施されていた。

## 卒業後の進路について

### 就職について
- 社会科学科II部：在学生の大半は社会人として在職者であるが、就職実績として高知県庁ほか県内外自治体職員、民間企業などがある。開講科目として「キャリアデザイン」・「社会人基礎力養成講座」などが設置されているほか、少人数ゼミでの就職支援などが行われていた。

### 編入学・進学実績
- これまでの実績では、関係校である高知県立大学（旧高知女子大学）、高知工科大学のほか、近隣の高知大学・香川大学・愛媛大学・徳島大学、さらには信州大学・静岡大学・島根大学・広島大学・佐賀大学・大分大学・鹿児島大学・成蹊大学・玉川大学・東洋大学・日本福祉大学・同志社大学・立命館大学・京都産業大学・神戸学院大学・松山大学・四国学院大学・徳島文理大学・九州国際大学・九州産業大学・沖縄国際大学・放送大学などがある。少人数ゼミでの編入学支援などが行われていた。